# Presselmassage
Presselmassage är en massagemetod utvecklad av Simeon Pressel (1905-1980), utbildad antroposofisk läkare. Pressel utvecklade formen ur den antroposofiska läran under andra världskriget, då han satt i vitryskt fångenskap.
Massagen utförs varannan gång på benen, varannan gång på ryggen. Den påstås av utövarna verka "utjämnande", "balanserande" på "ensidigheter" hos patienten och tänks därigenom hjälpa vid många olika rubbningar och sjukdomar.